# Строганов, Василий Васильевич
Васи́лий Васи́льевич Стро́ганов (29 декабря 1857 [10 января 1858], Вязьма — 24 сентября 1938) — российский и советский медик; акушер и гинеколог; доктор медицины; автор около 150 научных работ.

## Биография
Василий Строганов родился 29 декабря 1857 (10 января 1858). По окончании курса в Императорской Санкт-Петербургской медико-хирургической академии с 1882 года Строганов состоял земским врачом в Черниговской губернии.
В 1885 году В. В. Строганов занял место сверхштатного ординатора и ассистента в Санкт-Петербургском повивальном институте, а в 1889 году перешел на службу в гинекологическое отделение Клинического института Великой Княгини Елены Павловны.
В 1893 году Строганов получил степень доктора медицины, в 1895 году — звание доцента Клинического института Великой Княгини Елены Павловны, а в 1896 году он был приглашен профессором в Повивальный институт, который после октябрьского переворота был переименован большевиками в Ленинградский центральный научно-исследовательский акушерско-гинекологический институт. 
Среди основных работ учёного следует назвать следующие: «Бактериологические исследования полового канала женщины в различные периоды ее жизни» (СПб., дисс.); «Сборник акушерских задач» (СПб., 1903); «О патогенезе эклампсии» (СПб., 1898); «К лечению эклампсии» (СПб., 1899; о формированном родоразрешении, о ведении родов после разрыва матки, о значении ванн для рожениц и пубиотомии).
Василий Васильевич Строганов умер 24 сентября 1938 года и был погребён на Смоленском армянское кладбище.